# Viola bethkei
Viola bethkei är en violväxtart som beskrevs av C. Richt.. Viola bethkei ingår i släktet violer, och familjen violväxter. Inga underarter finns listade i Catalogue of Life.